# Paolo De Castro
Paolo De Castro (ur. 2 lutego 1958 w San Pietro Vernotico) – włoski polityk i nauczyciel akademicki, były minister rolnictwa, poseł do Parlamentu Europejskiego VII, VIII i IX kadencji.

## Życiorys
Ukończył studia rolnicze na Uniwersytecie Bolońskim, po których zajął się działalnością naukową. Doszedł do stanowiska profesora na tej uczelni. Pracuje w różnych szkołach wyższych (m.in. w Bolonii i Florencji) oraz w instytucjach naukowych (jako koordynator naukowy w międzynarodowym centrum CIHEAM w Paryżu).
W latach 1996–1998 pełnił funkcję doradcy gospodarczego premiera Romano Prodiego. Pomiędzy 21 października 1998 a 25 kwietnia 2000 sprawował urząd ministra rolnictwa w obu rządach Massima D’Alemy (z rekomendacji partii Demokraci). W okresie 2001–2004 kierował Instytutem Studiów Ekonomicznych Nomisma.
W 2006 uzyskał mandat posła do Izby Deputowanych XV kadencji z ramienia L’Unione. W nowo powołanym rządzie Romano Prodiego od 17 maja 2006 do 8 maja 2008 ponownie kierował resortem rolnictwa. W wyborach w 2008 wybrano go z listy Partii Demokratycznej do Senatu XVI kadencji. W 2009, 2014 i 2019 uzyskiwał mandat deputowanego do Parlamentu Europejskiego.